# Mausoleo de Bismarck

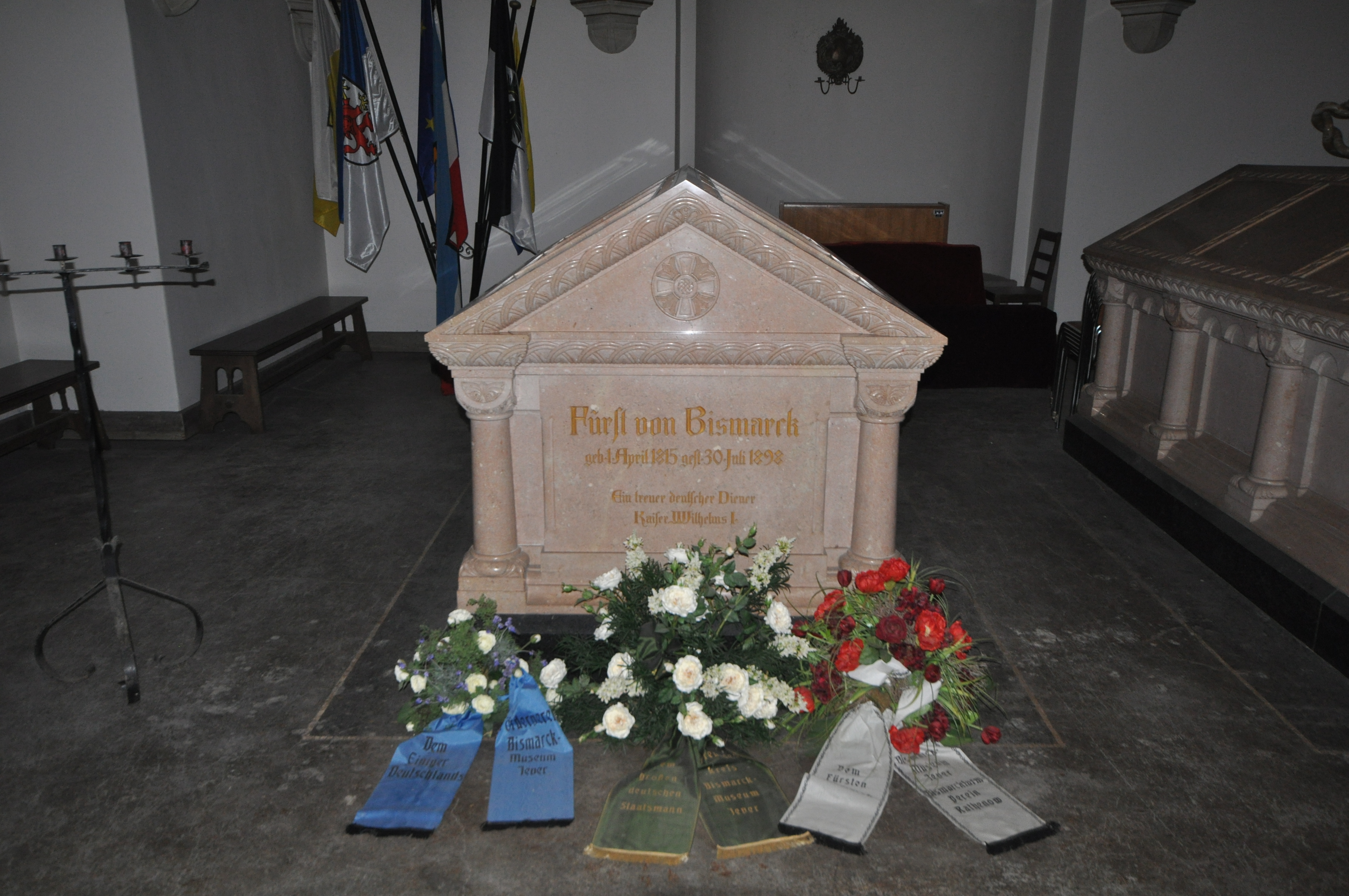
Sarcófago de los Bismarck's.

El mausoleo de Bismarck es el mausoleo del príncipe Otto von Bismarck y su esposa Johanna von Puttkamer. Está en la colina de Schneckenberg, a las afueras de Friedrichsruh, en el norte de Alemania. Bismarck fue el primer canciller de Alemania (1871-1890) y un destacado diplomático alemán. La capilla ahora es un monumento protegido. 

## Descripción
En la parte superior de la capilla se encuentra la tumba de Otto von Bismarck. El epitafio está son sus propias palabras: "Un fiel servidor alemán del emperador Guillermo I." En la parte inferior, que no es accesible al público, está el lugar de la tumba familiar de los Bismarck's. Su hijo, Herbert von Bismarck, y su nieto, Otto Christian Archibald von Bismarck, junto con sus esposas, descansan allí. En los alrededores de la capilla se encuentra la tumba de otro nieto, Gottfried Graf von Bismarck-Schönhausen. La capilla y el sitio aún son propiedad de la familia Bismarck, pero se pueden visitar y alquilar para visitas privadas. 

## Historia
Bajo la Convención de Gastein negociada por Bismarck en 1865, Prusia obtuvo el Ducado de Sajonia-Lauenburg del Imperio austríaco. Cuando Prusia estableció el Imperio alemán en 1871, el emperador Guillermo I le otorgó a Bismarck el Bosque de Sajonia como una investidura. Bismarck construyó su casa de retiro allí, al lado del ferrocarril Berlín-Hamburgo. Él eligió el sitio para que, cuando muriera, pudiera ser llevado en estado desde su casa señorial por el ferrocarril hasta el mausoleo. Inicialmente, Guillermo II consideró sepultar a Bismarck en la cripta real de la Catedral de Berlín. El poeta Theodor Fontane argumentó en contra de esto, con su poema "Wo Bismarck liegen soll " ("Dónde debería estar Bismarck"), que apareció en el periódico el 3 de agosto de 1898, cuatro días después de la muerte de Bismarck. 
Medio año después de su muerte, el 16 de marzo de 1899, los ataúdes de Otto von Bismarck y su esposa, que habían sido enterrados en la finca Bismarck en Varzin, Pomerania (ahora Warcino, Polonia), fueron enterrados ceremonialmente en dos sarcófagos de mármol en el Capilla de Friedrichsruh. Esta fecha fue elegida porque era el 11.° aniversario del funeral del Kaiser Guillermo I. Al funeral asistió Guillermo II, con su esposa y un gran séquito.